# Kasachischer Fußballpokal 2011
Der Kasachische Fußballpokal 2011 war die 20. Austragung des Pokalwettbewerbs im Fußball in Kasachstan. Pokalsieger wurde Ordabassy Schymkent, der sich im Finale gegen Tobyl Qostanai durchsetzte.
Durch den Sieg im Finale qualifizierte sich Ordabassy für die zweite Runde der UEFA Europa League 2012/13.

## Modus
Außer im Halbfinale wurde der Sieger in einem Spiel ermittelt. Stand es nach der regulären Spielzeit von 90 Minuten unentschieden, kam es zur Verlängerung von zweimal 15 Minuten und falls danach immer noch kein Sieger feststand zum Elfmeterschießen.
Das Halbfinale wurde in Hin- und Rückspiel ausgetragen. Bei Torgleichheit entschied zunächst die Anzahl der auswärts erzielten Tore, danach eine Verlängerung und schließlich das Elfmeterschießen.

## 1. Runde
Alle 18 Teams aus der Ersten Liga (2. Leistungsklasse) und 10 Mannschaften der Premjer-Liga spielten gegeneinander. Die letztjährigen Finalisten Lokomotive Astana und Schachtjor Qaraghandy erhielten ein Freilos.
| Datum      |                       | Ergebnis               |                        |
| ---------- | --------------------- | ---------------------- | ---------------------- |
| 13.04.2011 | Aqschajyq Oral        | 1:1 n. V., (4:3 i. E.) | FK Aqtöbe              |
| 13.04.2011 | Ak-Bulak Talgar       | 0:1                    | FK Taras               |
| 13.04.2011 | FK Aqtöbe-Schas       | 1:8                    | Ordabassy Schymkent    |
| 13.04.2011 | FK Ile-Saulet         | 0:2                    | Ertis Pawlodar         |
| 13.04.2011 | Oqschetpes Kökschetau | 1:1 n. V., (5:4 i. E.) | Schetissu Taldyqorghan |
| 13.04.2011 | Sunkar Kaskelen       | 2:0                    | Wostok Öskemen         |
| 13.04.2011 | Kaspij Aqtau          | 0:3                    | Qaisar Qysylorda       |
| 13.04.2011 | Zesna Almaty          | 0:5                    | FK Qairat Almaty       |
| 13.04.2011 | FK ZSKA Almaty        | 1:1 n. V., (3:4 i. E.) | Tobyl Qostanai         |
| 13.04.2011 | FK Astana-64          | 0:2                    | FK Atyrau              |
| 13.04.2011 | Bolat-AMT Temirtau    | 2:1                    | Gefest Karaganda       |
| 13.04.2011 | Qysylschar Petropawl  | 1:0                    | FK Ekibastus           |
| 13.04.2011 | Tarlan Schymkent      | 3:0                    | Laschyn Karatau        |
| 13.04.2011 | FK Kasachmys Satpajew | 0:0 n. V., (2:4 i. E.) | Spartak Semei          |

## Achtelfinale
Die vierzehn Sieger aus der ersten Runde und die zwei Finalisten 2010 traten gegeneinander an.
| Datum      |                       | Ergebnis               |                       |
| ---------- | --------------------- | ---------------------- | --------------------- |
| 20.04.2011 | Tobyl Qostanai        | 3:2                    | FK Atyrau             |
| 20.04.2011 | FK Taras              | 4:1                    | Aqschajyq Oral        |
| 20.04.2011 | FK Kasachmys Satpajew | 0:3                    | Schachtjor Qaraghandy |
| 20.04.2011 | Gefest Karaganda      | 0:1                    | Oqschetpes Kökschetau |
| 20.04.2011 | Ordabassy Schymkent   | 2:1                    | Qaisar Qysylorda      |
| 20.04.2011 | Lokomotive Astana     | 1:1 n. V., (2:4 i. E.) | FK Qairat Almaty      |
| 20.04.2011 | Tarlan Schymkent      | 0:1                    | Sunkar Kaskelen       |
| 20.04.2011 | Qysylschar Petropawl  | 2:5                    | Ertis Pawlodar        |

## Viertelfinale
| Datum      |                       | Ergebnis |                       |
| ---------- | --------------------- | -------- | --------------------- |
| 11.05.2011 | Schachtjor Qaraghandy | 2:4      | FK Taras              |
| 11.05.2011 | Tobyl Qostanai        | 1:0      | FK Qairat Almaty      |
| 11.05.2011 | Sunkar Kaskelen       | 1:3      | Ordabassy Schymkent   |
| 11.05.2011 | Ertis Pawlodar        | 1:0      | Oqschetpes Kökschetau |

## Halbfinale
| Datum             |                | Gesamt |                     | Hinspiel | Rückspiel |
| ----------------- | -------------- | ------ | ------------------- | -------- | --------- |
| 03.11./08.11.2011 | Ertis Pawlodar | 3:4    | Tobyl Qostanai      | 1:1      | 2:3       |
| 03.11./08.11.2011 | FK Taras       | 3:4    | Ordabassy Schymkent | 3:1      | 0:3       |

## Finale
| Ordabassy Schymkent                                       | Ordabassy Schymkent | Tobyl Qostanai | Tobyl Qostanai |
| --------------------------------------------------------- | --- | --- | -------------- |
| Ordabassy Schymkent                                       | \| 13. November 2011 um 09:00 Uhr in Almaty (Zentralstadion)[1] \| \| Ergebnis: 1:0 (1:0) \| \| Zuschauer: 8.500 \| \| Schiedsrichter: Ruslan Dusmambetow \| | \| 13. November 2011 um 09:00 Uhr in Almaty (Zentralstadion)[1] \| \| Ergebnis: 1:0 (1:0) \| \| Zuschauer: 8.500 \| \| Schiedsrichter: Ruslan Dusmambetow \| | Tobyl Qostanai |
| Ordabassy Schymkent                                       | Almat Bekbajew – Andrew Mwesigwa, Aleksandar Trajković, Muchtar Muchtarow, Bakdaulet Koschabajew – Artem Kassjanow (90.+1' Vagner Pereira Costa), Asat Nurgalijew, Qairat Äschirbekow (82. Farchadbek Irismetow), Witali Jewstignejew – Babajide Collins Babatunde, Daurenbek Taschimbetow Cheftrainer: Wiktor Passulko | Jaroslaw Baginski – Witali Wolkow, Jewgeni Owschinow, Oleg Lotow, Alexander Kislizyn (68. Robert Sebeljan), Jermek Quantajew Nenad Šljivić, Samir Bekrić, Anatoli Bogdanow – Bauyrschan Scholschijew (77. Sergei Kostjuk), Sergei Gridin Cheftrainer: Alexander Beljakow | Tobyl Qostanai |
| Ordabassy Schymkent                                       | 1:0 Muchtarow (40.) | | Tobyl Qostanai |
| Ordabassy Schymkent                                       | Nurgaliew (36.), Jewstignejew (52.) | Dscholtschijew (55.), Bekrić (64.), Lotow (87.) | Tobyl Qostanai |
| Ordabassy Schymkent                                       | Šljivić (70.) | | Tobyl Qostanai |
| 13. November 2011 um 09:00 Uhr in Almaty (Zentralstadion) | | |                |
| Ergebnis: 1:0 (1:0)                                       | | |                |
| Zuschauer: 8.500                                          | | |                |
| Schiedsrichter: Ruslan Dusmambetow                        | | |                |